# HD 42621
HD 42621，又名CD-27 2780，SAO 171339、HR 2200，是一颗恒星，视星等为5.72，位于銀經233.82，銀緯-20.4，其B1900.0坐标为赤經6h 6m 35.8s，赤緯-27° -20.4′ 55″。